# Edgardo Simón
Edgardo Simón (ur. 16 grudnia 1974) – argentyński kolarz torowy i szosowy, dwukrotny medalista torowych mistrzostw świata.

## Kariera
Pierwszy sukces w karierze Edgardo Simón osiągnął w 1997 roku, kiedy zwyciężył w klasyfikacji generalnej wyścigu Vuelta al Valle. Rok wcześniej wystąpił na igrzyskach olimpijskich w Atlancie, gdzie zajął czternaste miejsce w drużynowym wyścigu na dochodzenie. Na igrzyskach olimpijskich w Sydney w 2000 roku w tej samej konkurencji był dziewiąty, a wspólnie Juanem Curuchetem zdobył brązowy medal w madisonie na mistrzostwach świata w Manchesterze. Sukces z Manchesteru Argentyńczycy powtórzyli także podczas mistrzostw świata w Kopenhadze w 2002 roku. Ponadto Simón zwyciężył w indywidualnym wyścigu na dochodzenie podczas igrzysk panamerykańskich w Santo Domingo w 2003 roku, jest też wielokrotnym medalistą mistrzostw kraju.